# Nacka gård
Nacka gård var ett tidigare bruk för framställning av järn- och mässingsföremål samt en kvarnrörelse. Bruket var beläget vid Nacka ström i Nacka socken, nuvarande Nacka kommun. Kring gården, bruket och strömmen etablerades Nackas första industrier med rötter från medeltiden och här var platsen som allra först fick namnet Nacka. Den stora gula träbyggnaden som idag kallas  ”Nacka gård” är arrendatorbostaden från 1874. Området, som ligger inom Nackareservatet, är av stort industrihistoriskt intresse.

## Historik

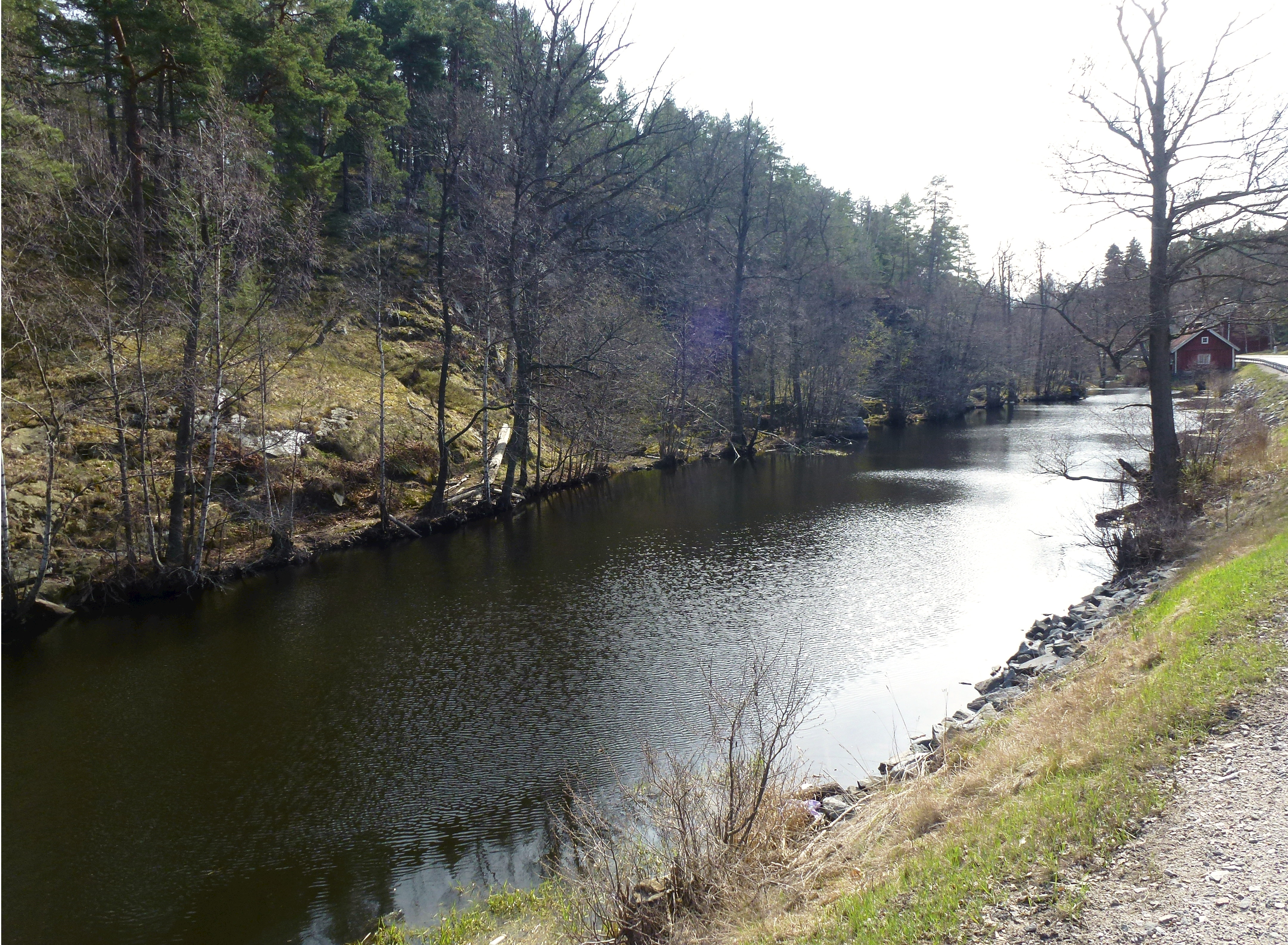
Kvarndammen.

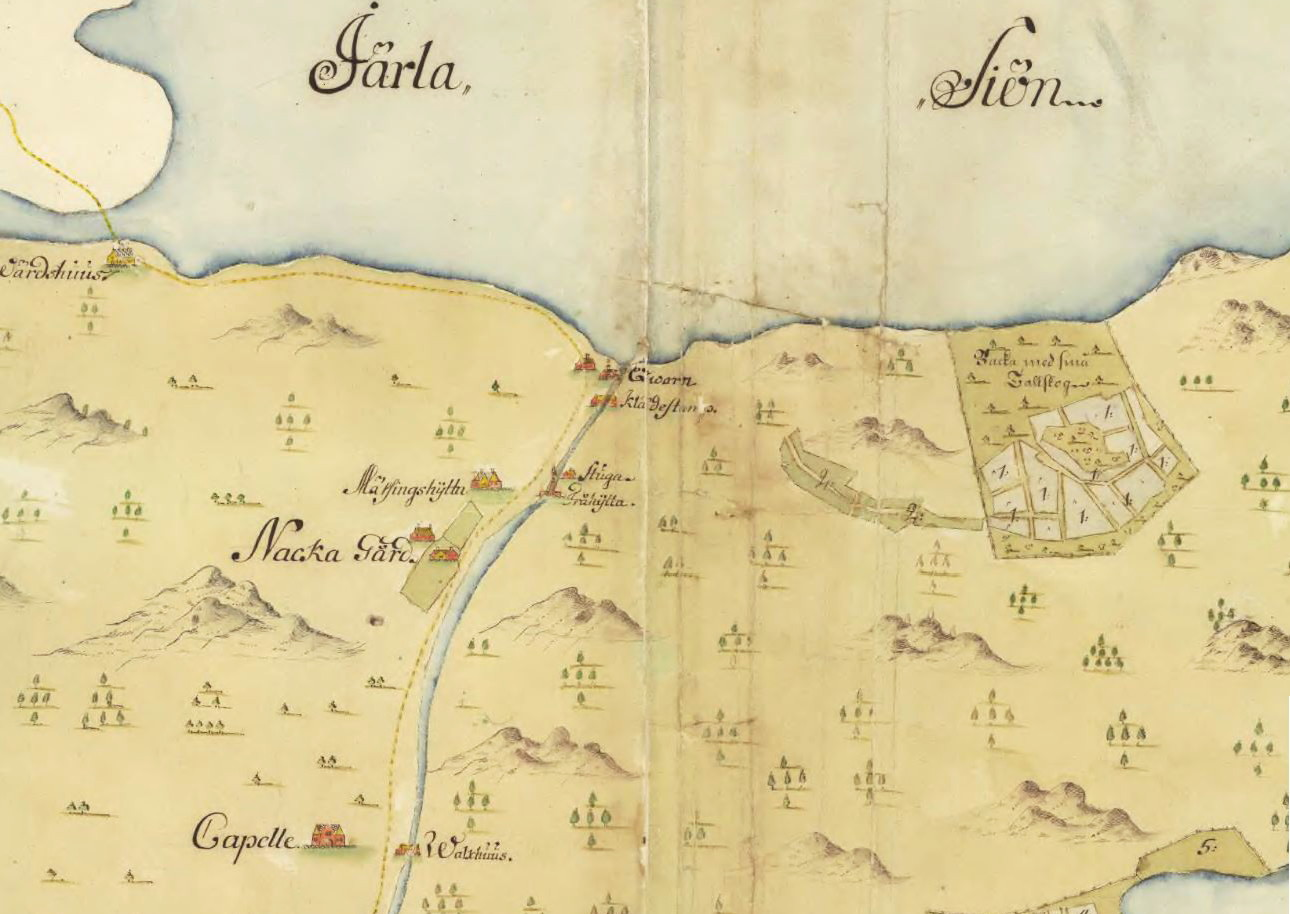
Nacka gård och mässingshyttan, 1698.

Nacka gård omnämns i dokument första gången år 1505 och tillhörde då Brännkyrka socken. Namnet härrör från den närbelägna åsnacken väster om åmynningen i Järlasjön. Gårdens läge var skyddat i en dalgång intill Nacka ström och landsvägen (nuvarande Ältavägen).
Redan tidigt nyttjades vattenkraften i strömmen för olika verksamheter. Strömmen eller forsen, som den också kallas, har en längd på 500 meter och en fallhöjd på 18 meter. Under Gustav Vasa, på 1550-talet, blev Nacka gård ett järnbruk med tre hammarsmedjor. Råvaran var bland annat tackjärn från Bergslagens hyttor. I smedjan arbetade svenska och tyska smeder som tillverkade bland annat byggnadssmide, lås, hackor, hästskor, kättingar, fångkedjor och rustningar. Tidvis hade Nacka bruk upp till tio vattenhjul igång samtidigt.
Senare blev Nacka bruk även plats för kruttillverkning. Till gården hörde ett mindre samhälle med bostäder, en sjökrog, ett kapell samt odlingsmarker och skogar. I en mantalsskrivning från 1653 redovisas att cirka 121 personer bodde längs Nacka ström. Mellan 1625 och 1723 låg ett mässingsbruk intill gården. Bruket drevs av bland andra Louis de Geer. 1695 köptes bruket av Abel Reenstierna, men gick i konkurs 1704. Riksbanken tog över och lade slutligen ner verksamheten 1723. Under 1700-talets andra hälft fanns ett pappersbruk. Under vissa perioder låg här samtidigt inte mindre än tre kvarnar. Hela tiden har det funnits mjölkvarnar längs med forsen.

## Björkman och Neumüller

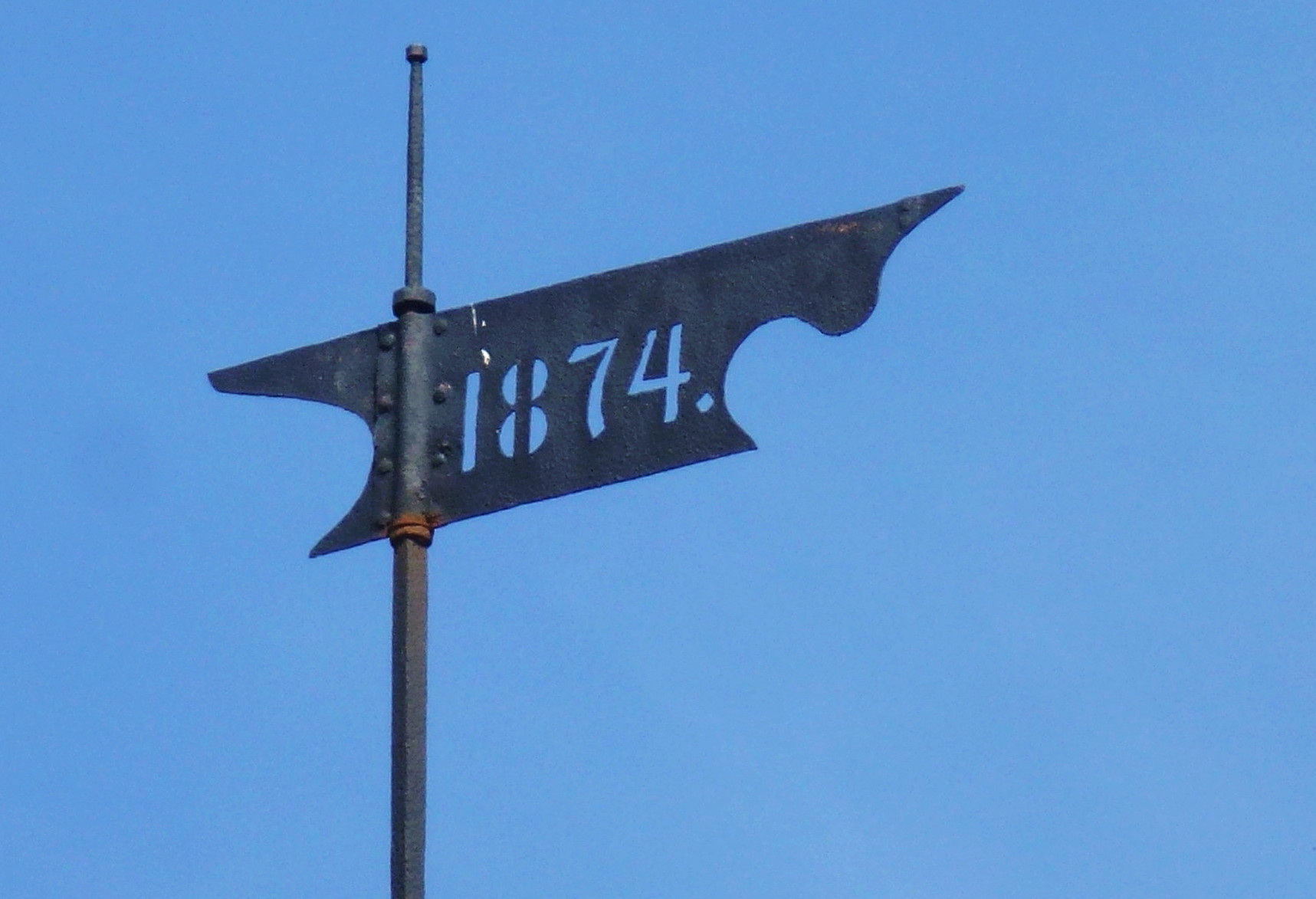
Gårdens flöjel "1874"

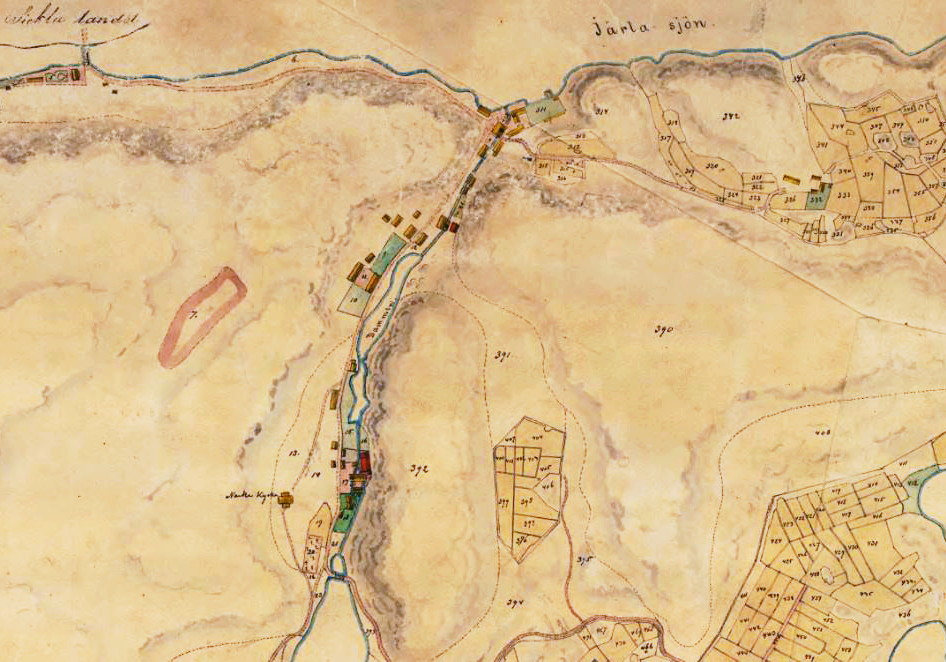
Gården och Nacka ström år 1871.

Under 1870-talet ägdes Nacka gård och bruk av brukspatronen Johan Björkman. År 1872 lät Björkman anlägga den sista och modernaste kvarnen, kallad nedre kvarn och belägen intill Järlasjön. Trots att den hade en för tiden modern vattenturbin och en ångmaskin som sattes igång vid vattenbrist, blev den nya kvarnen snabb omodern. Vattenkraftens tid var förbi, nu gällde enbart ångkraft. Ångkvarnen vid Saltsjön, Saltsjökvarn, blev en hård konkurrent. Björkmans kvarn med sin höga vita skorsten finns bevarad men används nu som snickerifabrik.
För sin arrendator lät Björkman 1874 uppföra den idag bevarade stora, gulmålade träbyggnaden intill Ältavägen. Huset är gestaltat i tidstypisk panelarkitektur med tre verandor över varann och mycket snickarglädje. Efter industriverksamheterna övergick gården till att bli ett renodlat jord- och skogsbruk med djurhållning, jakt och fiske. I husen kring forsen bodde förvaltare, rättare, skogvaktare och arbetare. Ekonomibyggnader användes för mjölkkor, stall och sädesmagasin.
Bygget av den nya kvarnen ledde även till gräl med grannen, ölbryggaren Friedrich Neumüller, som ägde Skarpnäcks gård. Konflikten gällde att Neumüller ville dränera sina vattensjuka ägor vid Ältasjön medan Björkman befarade att det för hans verksamhet viktiga vattnet inte längre skulle rinna förbi Nacka gård utan söderut mot Drevviken. Striden slutade med att Neumüller den 1 november 1888 köpte Nacka gård, inklusive kvarnarna och sågen, för 80 000 riksdaler. Efter Neumüllers död 1892 bosatte sig familjen främst på Nacka gård och arrenderade ut Skarpnäck.  Arvingarna bildade 1902 AB Nacka-Skarpnäck, där sonen Otto Neumüller var direktör. År 1922 förvärvade Stockholms stad egendomarna  Skarpnäck och Nacka  för 2 786 200 kronor.

## Kvarvarande byggnader

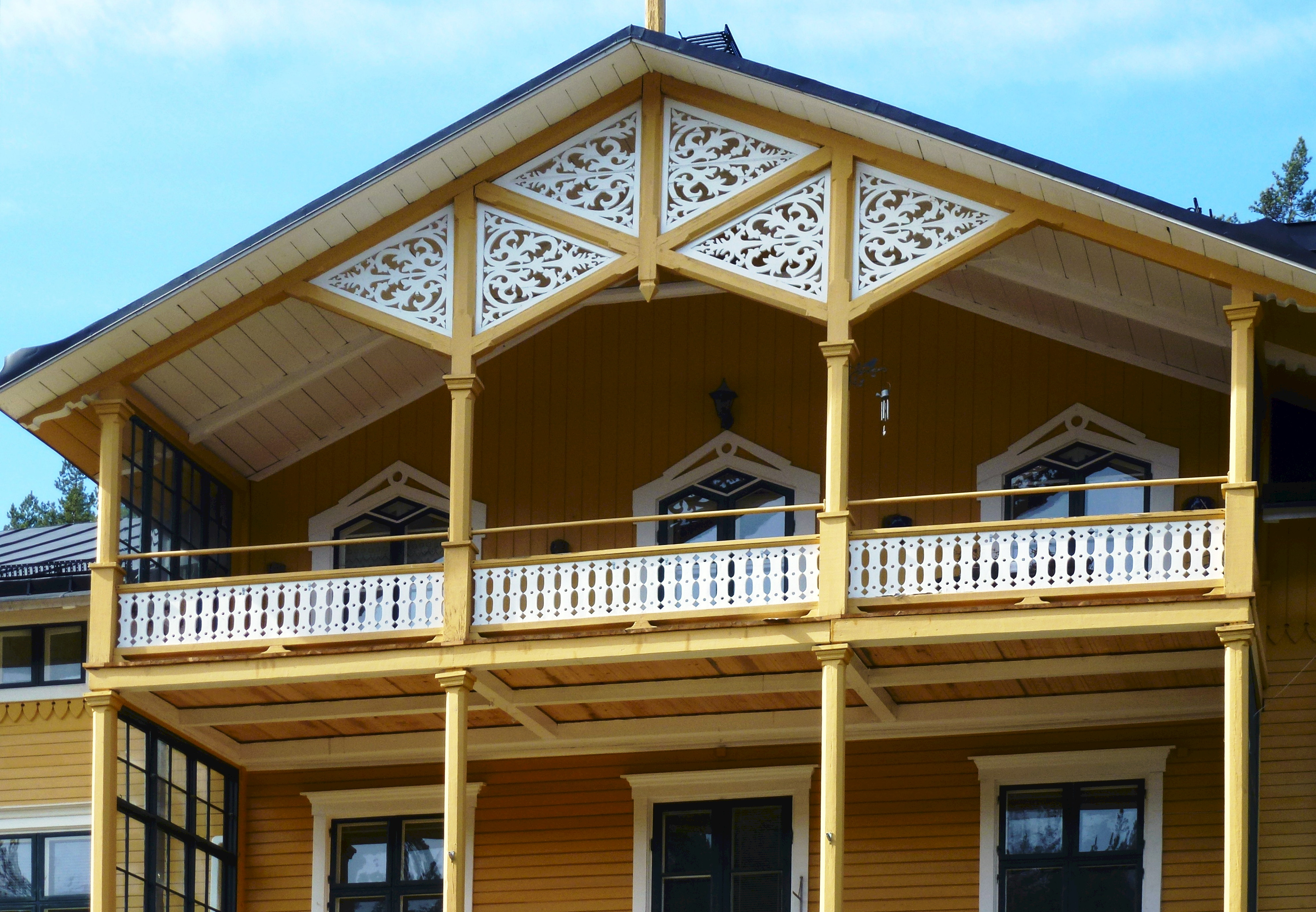
Huvudbyggnadens snickarglädje.

Från gårdens industrihistoriska tid finns förutom huvudbyggnaden från 1874 och nedre kvarnen vid Järlasjön från 1872 en lång rad byggnader bevarade. Längs Ältavägen märks Loogården, uppkallad efter grosshandlaren Looström, som 1924 byggde om det till bostadshus. Söder därom ligger mellankvarnen med vattenränna från 1842, en ladugård från 1881 med bevarad vällingklocka och en stallbyggnad som sannolikt är från slutet av 1800-talet. På 1870-talet byggdes mellankvarn om till stall för sex hästar.
Till Nacka gård och bruk hörde även en rättarbostad, som är ett timrat och panelat hus av typen parstuga och troligen från 1800-talet. Områdets äldsta hus är kvarngården från 1787 som ligger vid Järlasjön, norr om nedre kvarnen. Huset var en flygel till en större huvudbyggnad som brann ner 1940. På kvarngården bodde kvarnens mjölnare och arbetare. Enligt en byggnadsbeskrivning från år 1800 står huset delvis på en "hwälfd källare" (alltså ett murat källarvalv).
Längre i syd invid Nacka ströms början ligger även en äldre magasinsbyggnad. Ännu längre söderut, intill norra änden av Dammtorpssjön, låg Nacka kapell (rivet) och Södra kyrkogården där familjegraven för Friedrich och Otto Neumüller återfinns.

## Bilder, bevarade byggnader

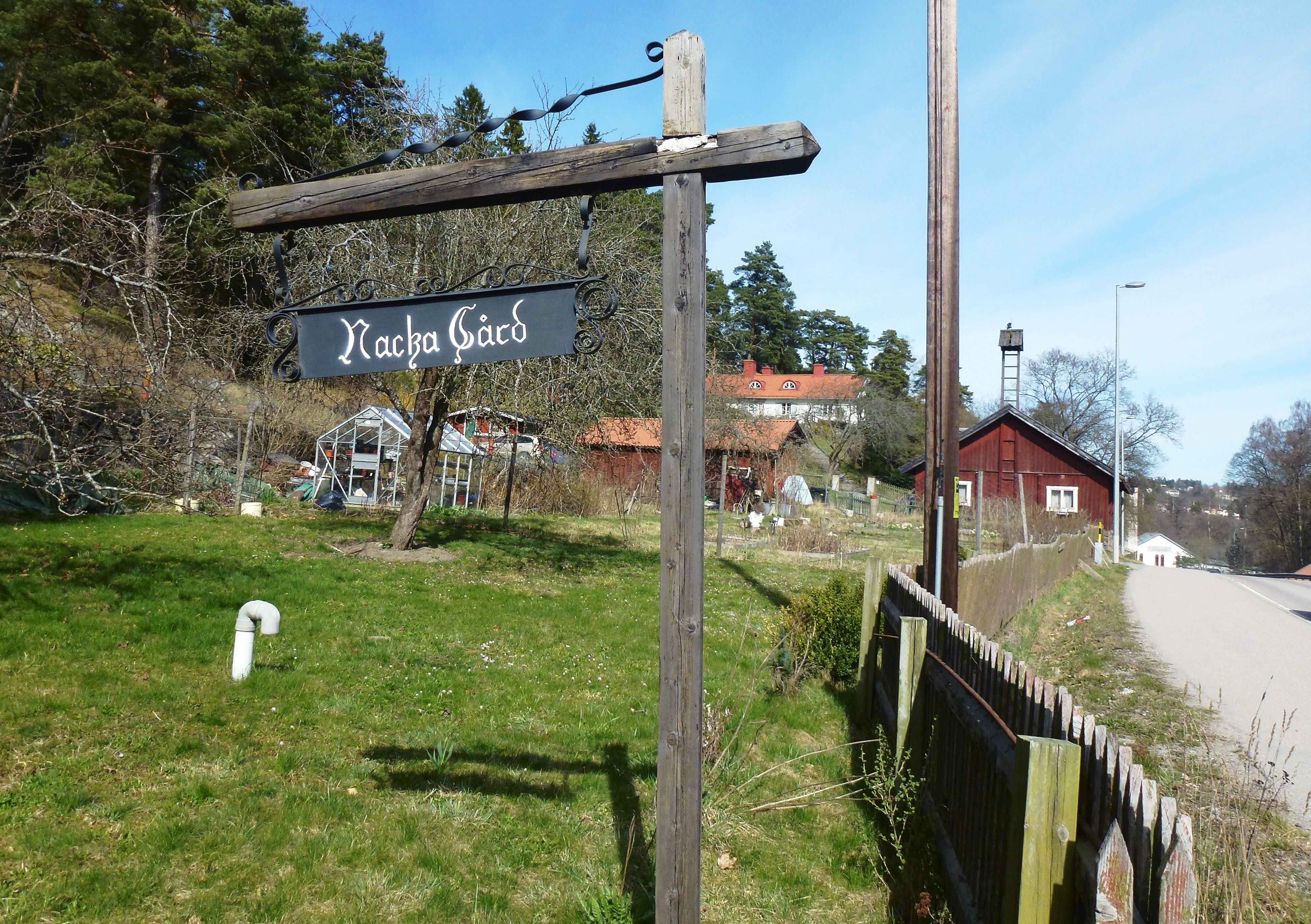
Gårdsbacken
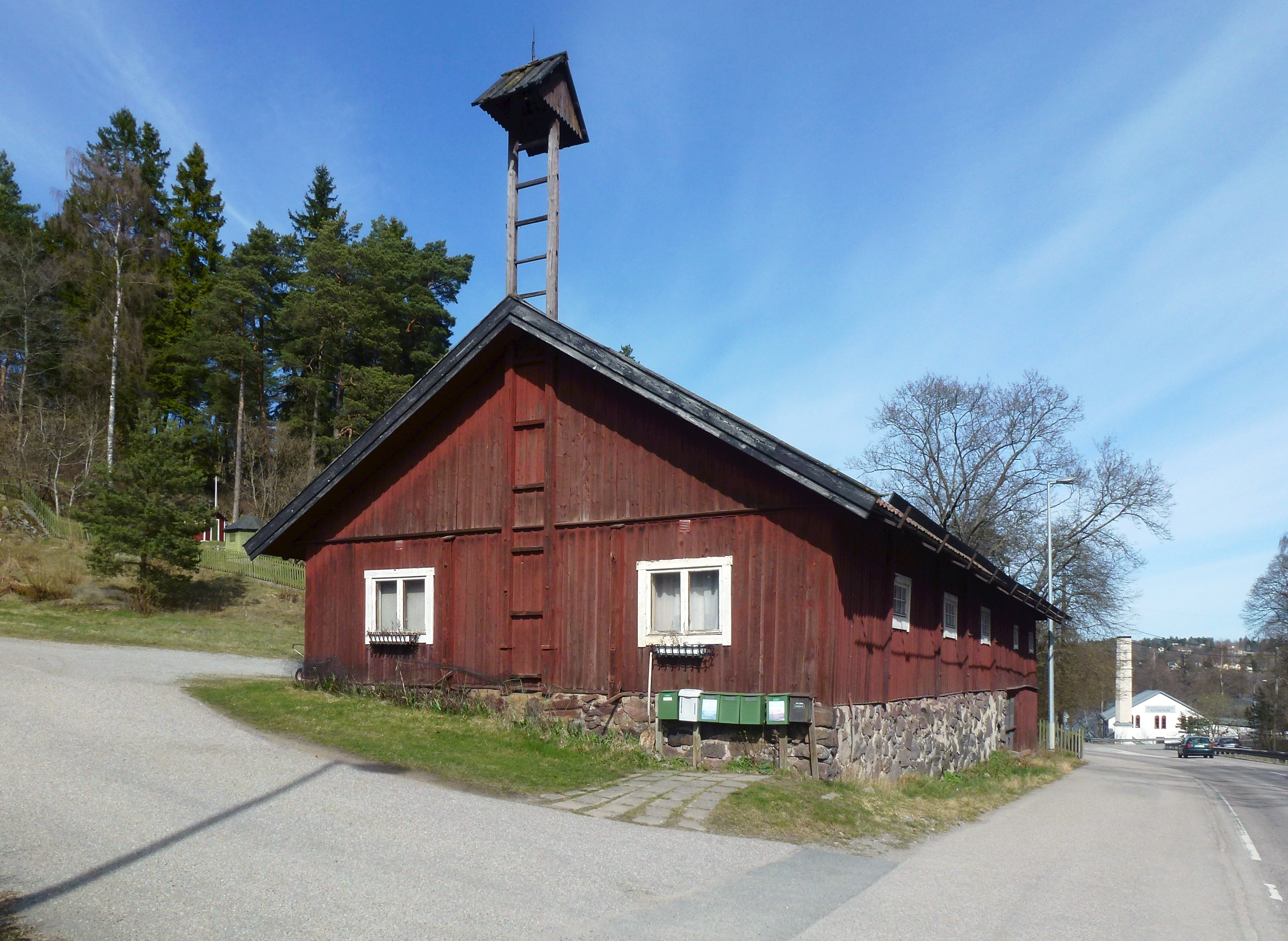
Ladugården med vällingklockan
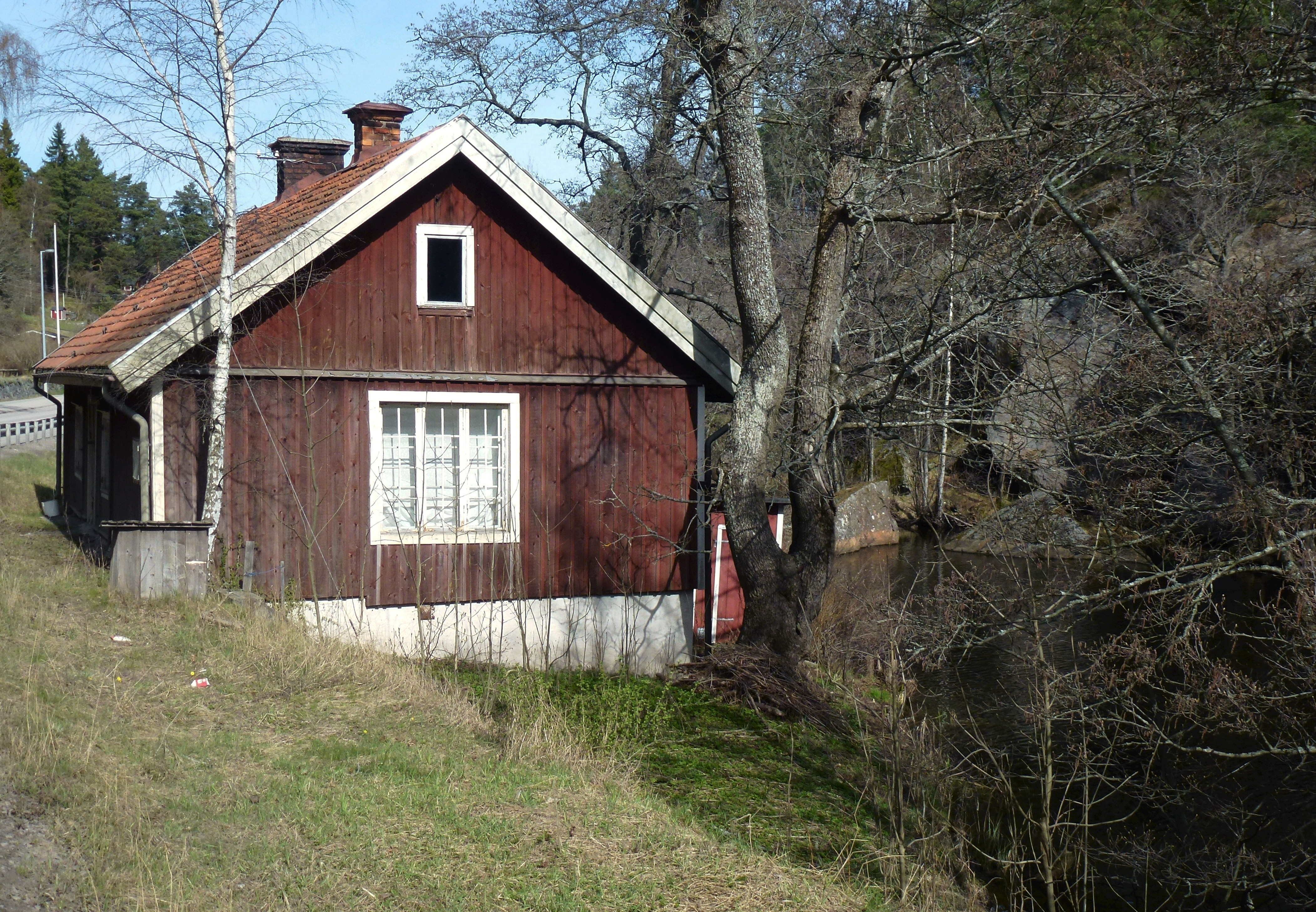
Rättarens stuga
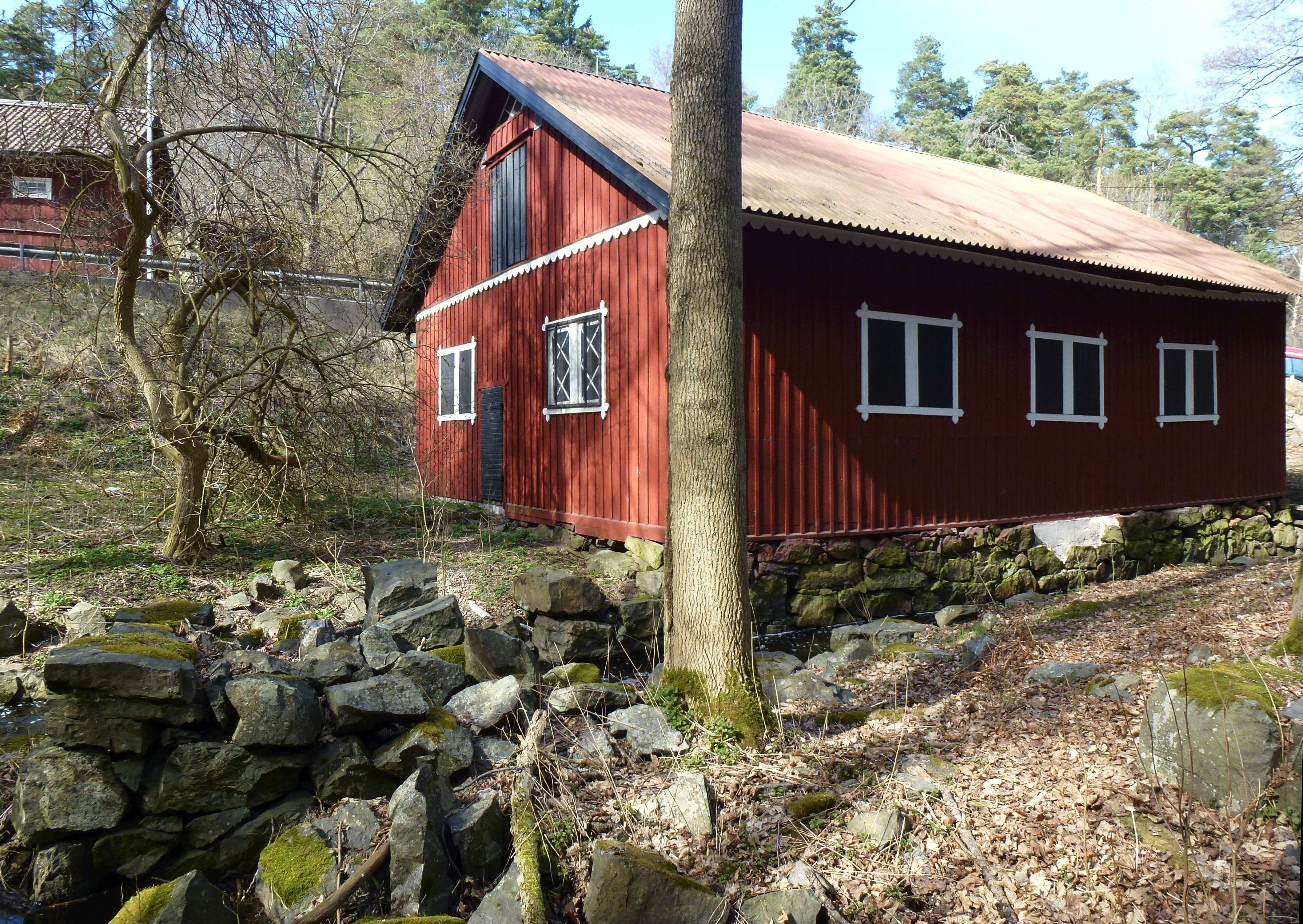
Mellankvarn från 1842
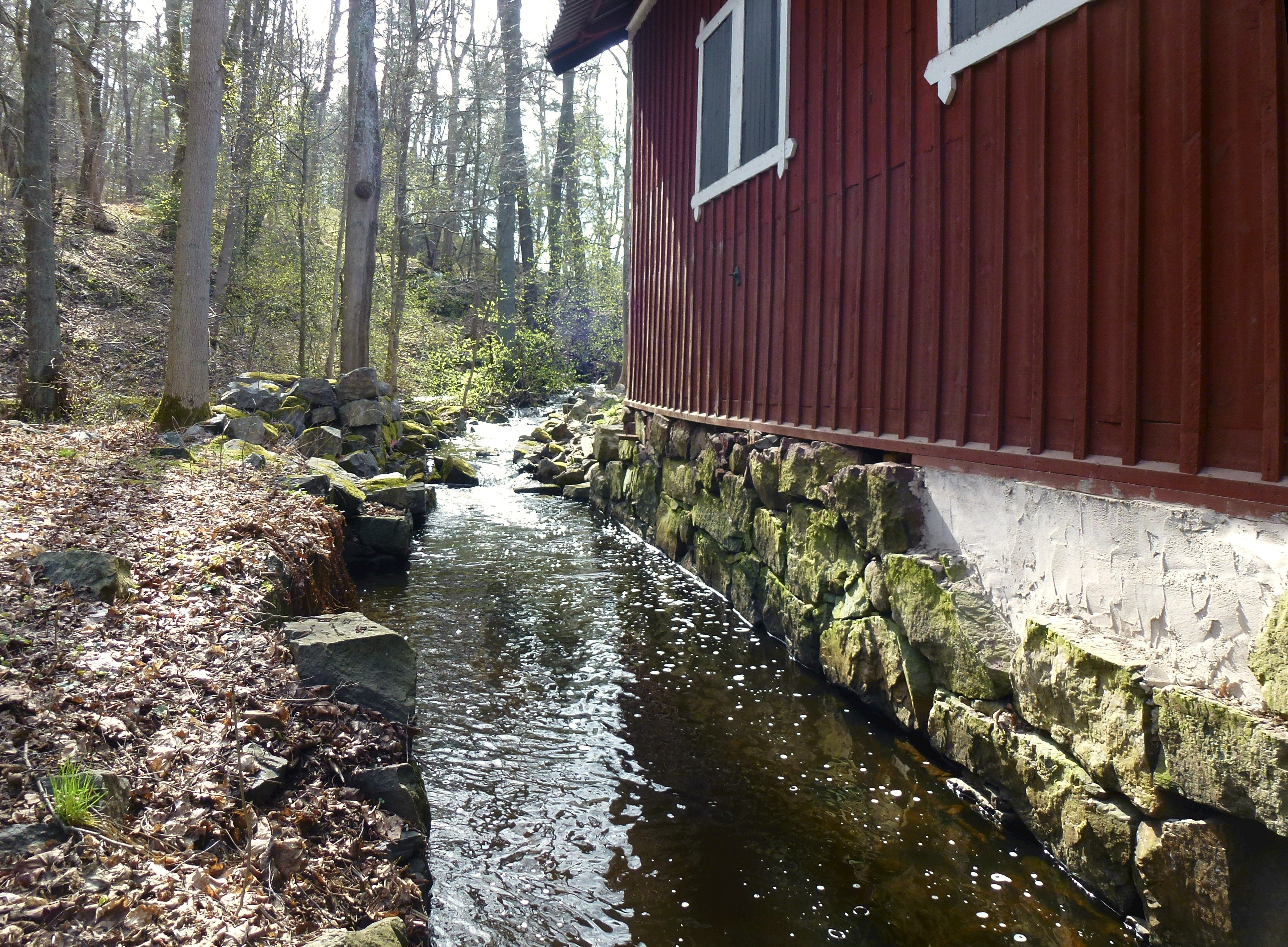
Vattenränna vid mellankvarn
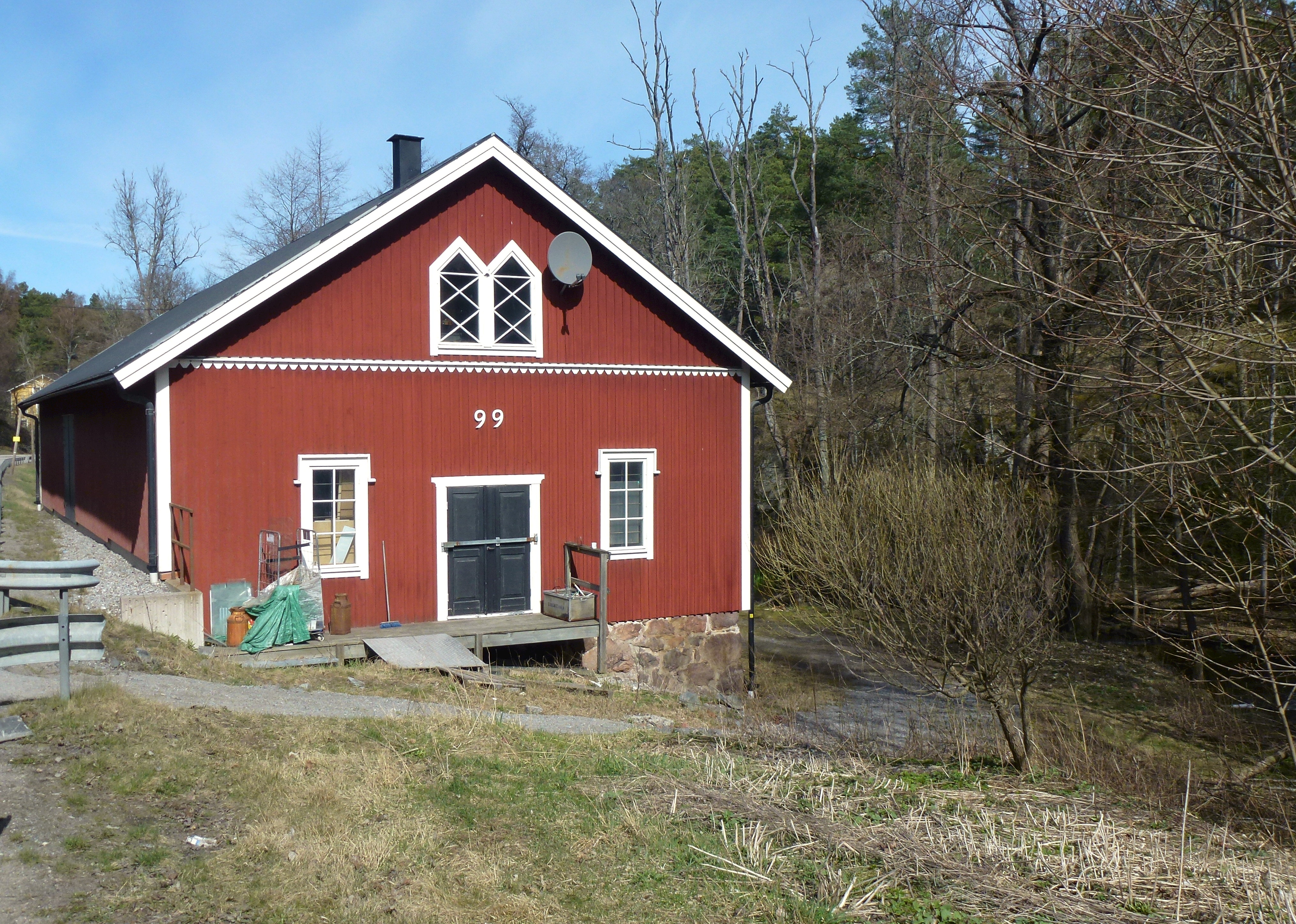
Stall från 1800-talets slut
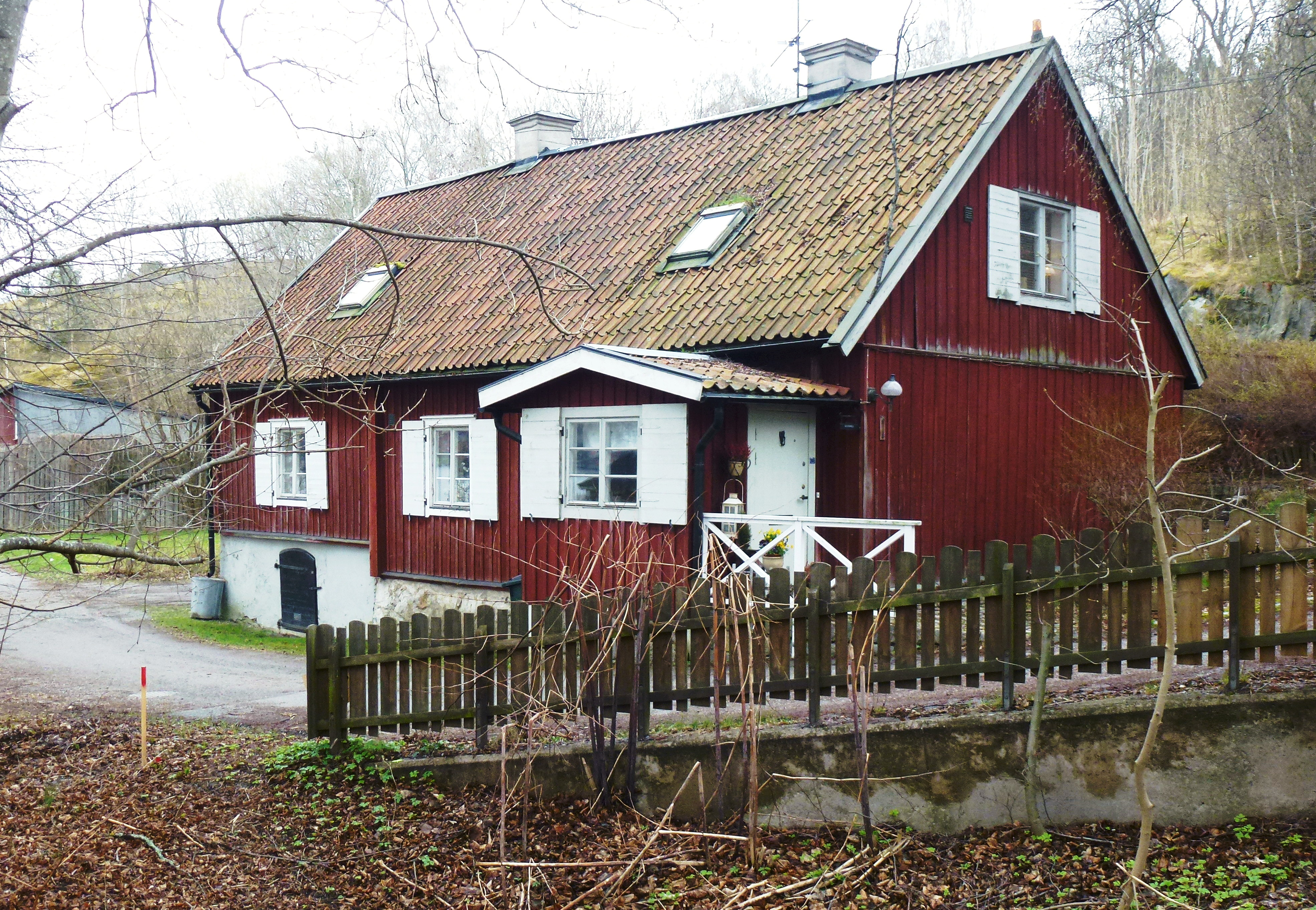
Kvarngårdens flygel från 1787
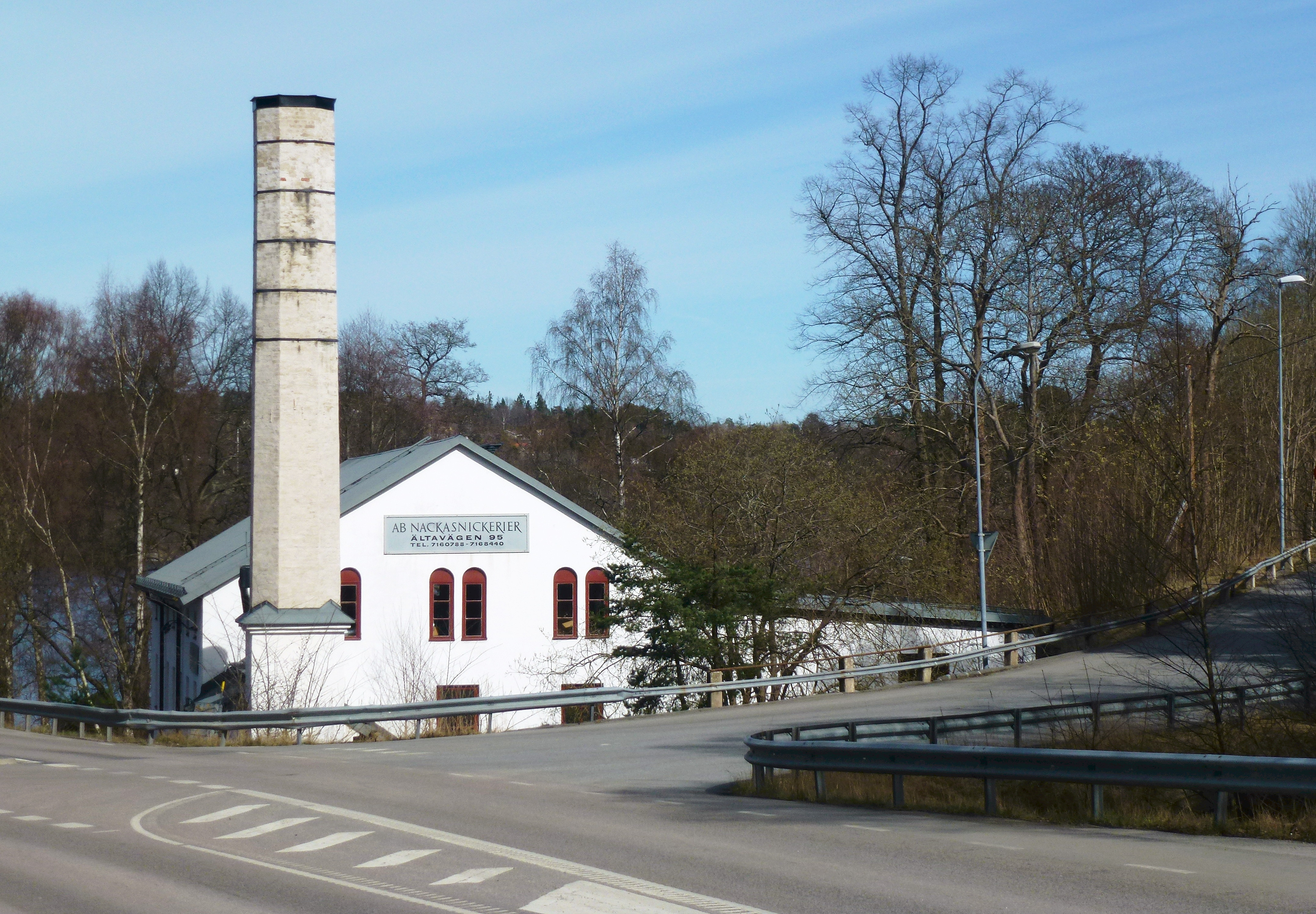
Nedre kvarn från 1872